# 沈宏非
沈宏非（1962年—）是一位中国美食作家。

## 生平
1962年出生于上海，1984年毕业于暨南大学新闻系，2002年担任《南方周末》编辑。后担任《南方都市报》、《周末画报》、《三联生活周刊》专栏作家。曾经和香港美食专栏作家蔡澜共同担任《舌尖上的中国》总顾问。